# Dommartin-sur-Vraine
Pour les articles homonymes, voir Dommartin.
Dommartin-sur-Vraine est une commune française située dans le département des Vosges en région Grand Est.

## Géographie

### Localisation
Dommartin est une commune rurale bordée au sud par la Vraine, sous-affluent de la Meuse par le Vair. Le mont Saint-Jean de Rovet domine le village au nord, il culmine à 492 mètres.

### Géologie et relief
La commune se compose de 41,68 hectares de territoires artificialisés (5,90 %), 601,67 hectares de territoires agricoles (85,22 %) et 62,38 hectares de forêts et milieux semi-naturels (8,84 %).

### Communes limitrophes
| Rainville  | Maconcourt           |                |
|            | Dommartin-sur Vraine | Saint-Prancher |
| Saint-Paul | Morelmaison          | Biécourt       |

### Hydrographie et les eaux souterraines
Hydrogéologie et climatologie : Système d’information pour la gestion des eaux souterraines du bassin Rhin-Meuse :
Territoire communal : Occupation du sol (Corinne Land Cover); Cours d'eau (BD Carthage),
Géologie : Carte géologique; Coupes géologiques et techniques,
 Hydrogéologie : Masses d'eau souterraine; BD Lisa; Cartes piézométriques.
La commune est située dans le bassin versant de la Meuse au sein du bassin Rhin-Meuse. Elle est drainée par la ruisseau la Vraine, le ruisseau de Biecene et le ruisseau de Chanot-Fontaine,.
La Vraine, d'une longueur totale de 22,9 km, prend sa source dans la commune de Domjulien et se jette dans le Vair à Removille, face à Vouxey, après avoir traversé dix communes.

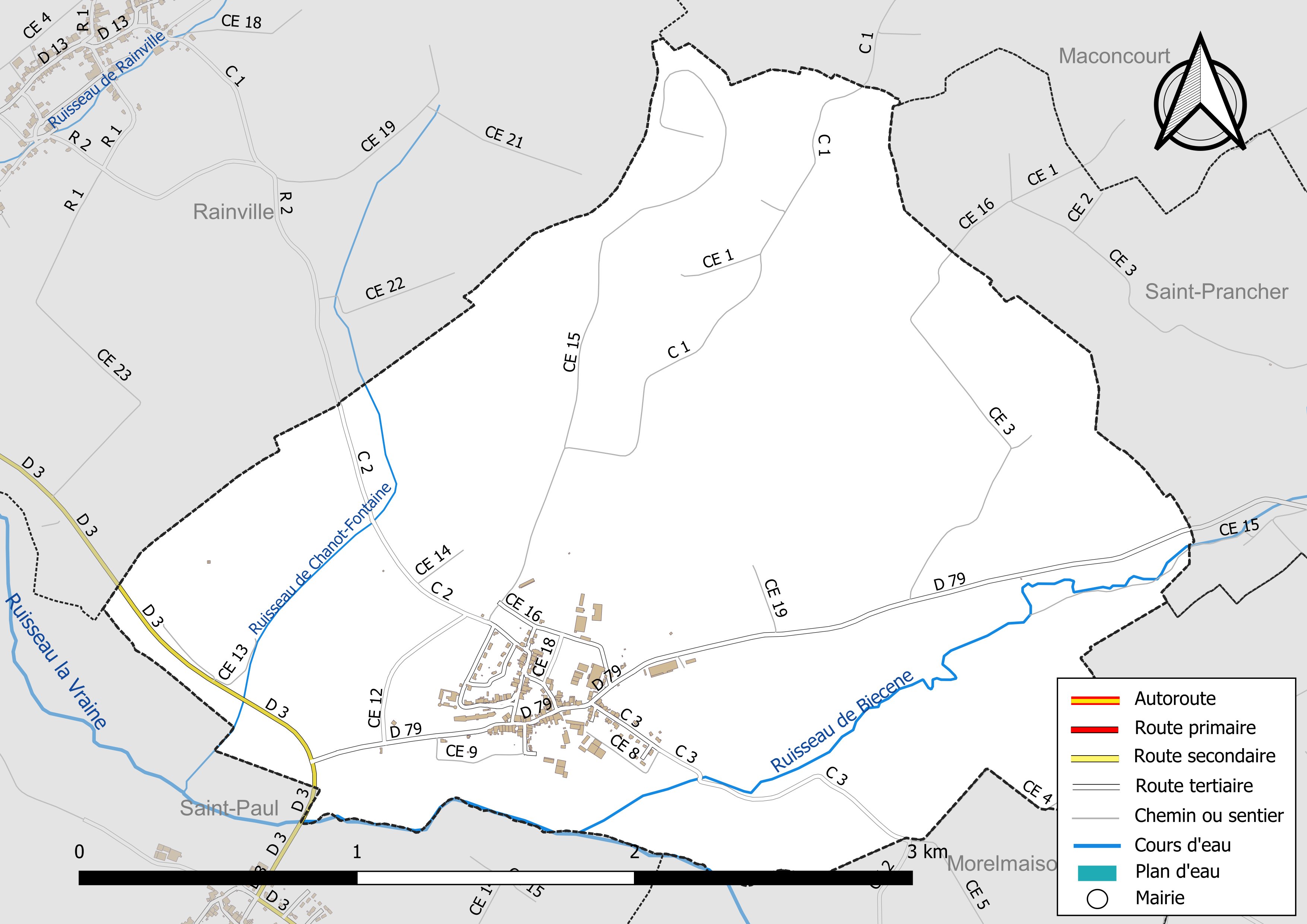
Réseaux hydrographique et routier de Dommartin-sur-Vraine.

La qualité des eaux de baignade et des cours d’eau peut être consultée sur un site dédié géré par les agences de l’eau et l’Agence française pour la biodiversité.

### Climat
Pour des articles plus généraux, voir Climat du Grand Est et Climat des Vosges.
En 2010, le climat de la commune est de type climat des marges montargnardes, selon une étude du Centre national de la recherche scientifique s'appuyant sur une série de données couvrant la période 1971-2000. En 2020, Météo-France publie une typologie des climats de la France métropolitaine dans laquelle la commune est exposée à un climat océanique altéré et est dans la région climatique  Lorraine, plateau de Langres, Morvan, caractérisée par un hiver rude (1,5 °C), des vents modérés et des brouillards fréquents en automne et hiver. 
Pour la période 1971-2000, la température annuelle moyenne est de 9,6 °C, avec une amplitude thermique annuelle de 17 °C. Le cumul annuel moyen de précipitations est de 897 mm, avec 12,5 jours de précipitations en janvier et 9,3 jours en juillet. Pour la période 1991-2020, la température moyenne annuelle observée sur la station météorologique de Météo-France la plus proche, « Rollainville », sur la commune de Rollainville à 13 km à vol d'oiseau, est de 10,3 °C et le cumul annuel moyen de précipitations est de 860,3 mm. 
La température maximale relevée sur cette station est de 39,6 °C, atteinte le 25 juillet 2019 ; la température minimale est de −18,2 °C, atteinte le 20 décembre 2009,,. 
Les paramètres climatiques de la commune ont été estimés pour le milieu du siècle (2041-2070) selon différents scénarios d'émission de gaz à effet de serre à partir des nouvelles projections climatiques de référence DRIAS-2020. Ils sont consultables sur un site dédié publié par Météo-France en novembre 2022.

## Urbanisme

### Typologie
Au 1er janvier 2024, Dommartin-sur-Vraine est catégorisée commune rurale à habitat dispersé, selon la nouvelle grille communale de densité à sept niveaux définie par l'Insee en 2022.
Elle est située hors unité urbaine et hors attraction des villes,.

### Occupation des sols
L'occupation des sols de la commune, telle qu'elle ressort de la base de données européenne d’occupation biophysique des sols Corine Land Cover (CLC), est marquée par l'importance des territoires agricoles (85,4 % en 2018), une proportion sensiblement équivalente à celle de 1990 (86,1 %). La répartition détaillée en 2018 est la suivante : 
prairies (65 %), terres arables (20,4 %), forêts (8,7 %), zones urbanisées (5,9 %). L'évolution de l’occupation des sols de la commune et de ses infrastructures peut être observée sur les différentes représentations cartographiques du territoire : la carte de Cassini (XVIIIe siècle), la carte d'état-major (1820-1866) et les cartes ou photos aériennes de l'IGN pour la période actuelle (1950 à aujourd'hui).

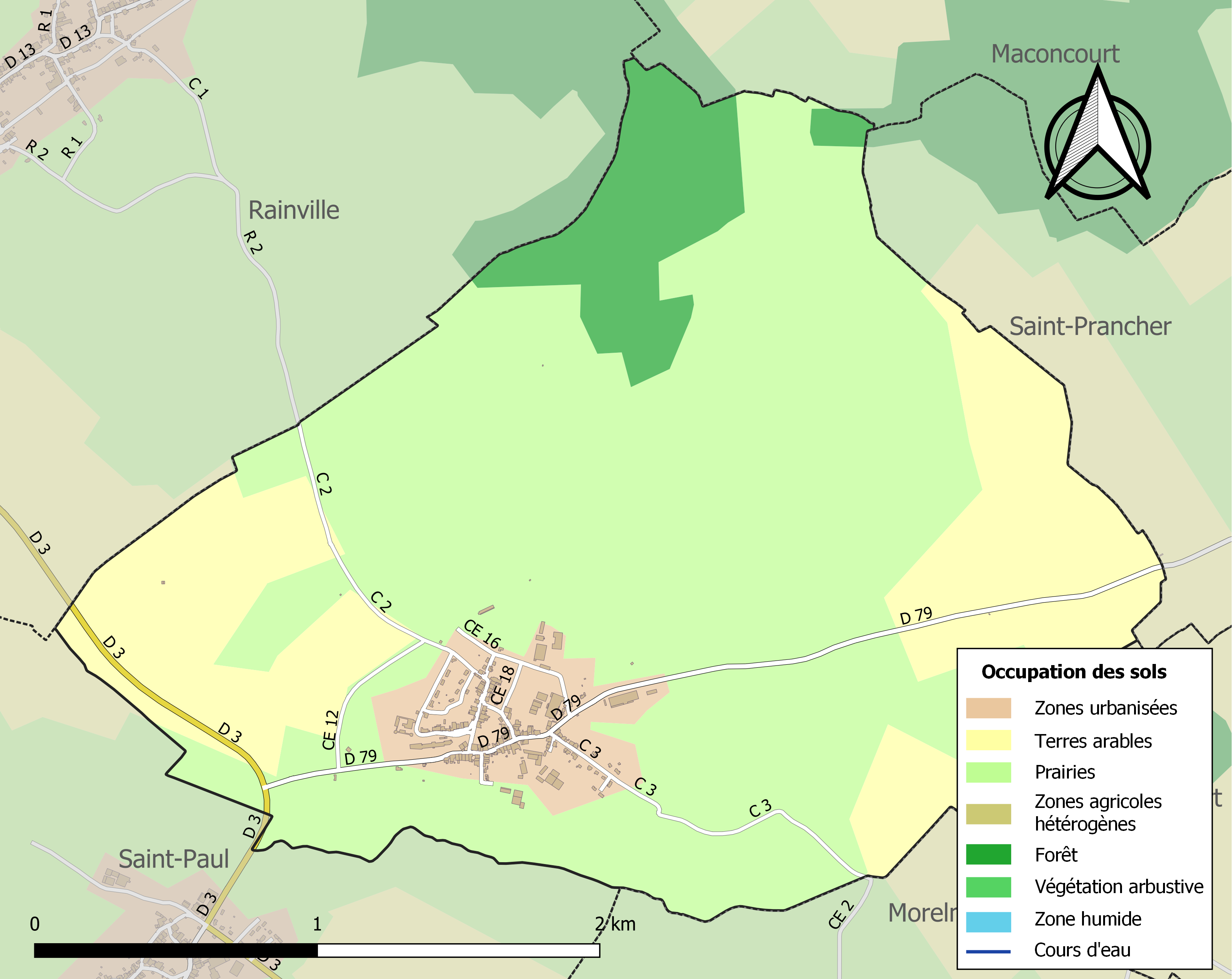
Carte des infrastructures et de l'occupation des sols de la commune en 2018 (CLC).

### Voies de communications et transports

#### Voies routières
- A31 (aussi appelée autoroute de Lorraine-Bourgogne). Échangeur Bulgnéville.

#### Transports en commun
- Fluo Grand Est.

#### Lignes SNCF
- Gare de Contrexéville
- Gare de Vittel
- Gare de Neufchâteau

#### Transports aériens
- L'Aéroport d'Épinal-Mirecourt « Vosges Aéroport ».

À partir de l'été 2021, l’aéroport d’Épinal-Mirecourt est devenu le "pélicandrome" de la Zone Est et servira ainsi de base de ravitaillement et d’intervention pour les avions bombardiers d’eau connus sous le nom de Dash 8.
- Aéroport de Nancy-Essey.

## Toponymie
Le nom de la localité est attesté sous les formes Donmartin (1168) ; Apud Domnum Martinum (1179) ; Donmartin (1266) ; Dompmartin (1281) ; Dompmartin en Saintois (1339) ; Dompmartin en la chastellerie de Chastenoy (1391) ; De Dompno Martino juxta Sanctum Paulum (1402) ; Dompmartin desolz Chastenot (1418) ; Dommartin sur Brenne (1646) ; Dommartin-sur-Vraine (1751).

Au cours de la Révolution française, la commune porte le nom de Martin-Libre.

Dommartin est un hagiotoponyme caché, issu du bas latin domnus et le nom  du saint Martinus : « saint Martin », qui était un ancien soldat romain ; devenu évêque, il a répandu le christianisme dans les zones rurales de la Gaule romaine.
La Vraine est une petite rivière qui coule dans le département des Vosges, en région Grand Est.

## Histoire
Le toponyme de Dommartin (Donmartin) pour désigner l'actuelle commune de Dommartin-sur-Vraine est attesté au moins en 1168.
Chef-lieu d'une baronnie, Dommartin-sur-Vraine appartenait au bailliage de Neufchâteau. Son église, dédiée à saint Martin, était du diocèse de Toul, doyenné de Châtenois. La cure était à la collation du seigneur du lieu.
De 1790 à l'an X, Dommartin-sur-Vraine a fait partie du canton de Vicherey.
- Le bois de Haut-Cercle appartenait à cette commune. Il était enclavé dans la commune de Rainville, à laquelle il a été réuni par ordonnance du 10 février 1831.

La mairie et l'école de garçons ont été construites en 1840, l'école de filles en 1860.
| Blason | Blasonnement : De sable à la croix d’argent. Commentaires : Ce sont les armes de la famille de Dommartin, seigneur du lieu. Cette famille d’ancienne chevalerie s’est éteinte en 1624 en la personne de François de Dommartin. |

## Lieux et monuments

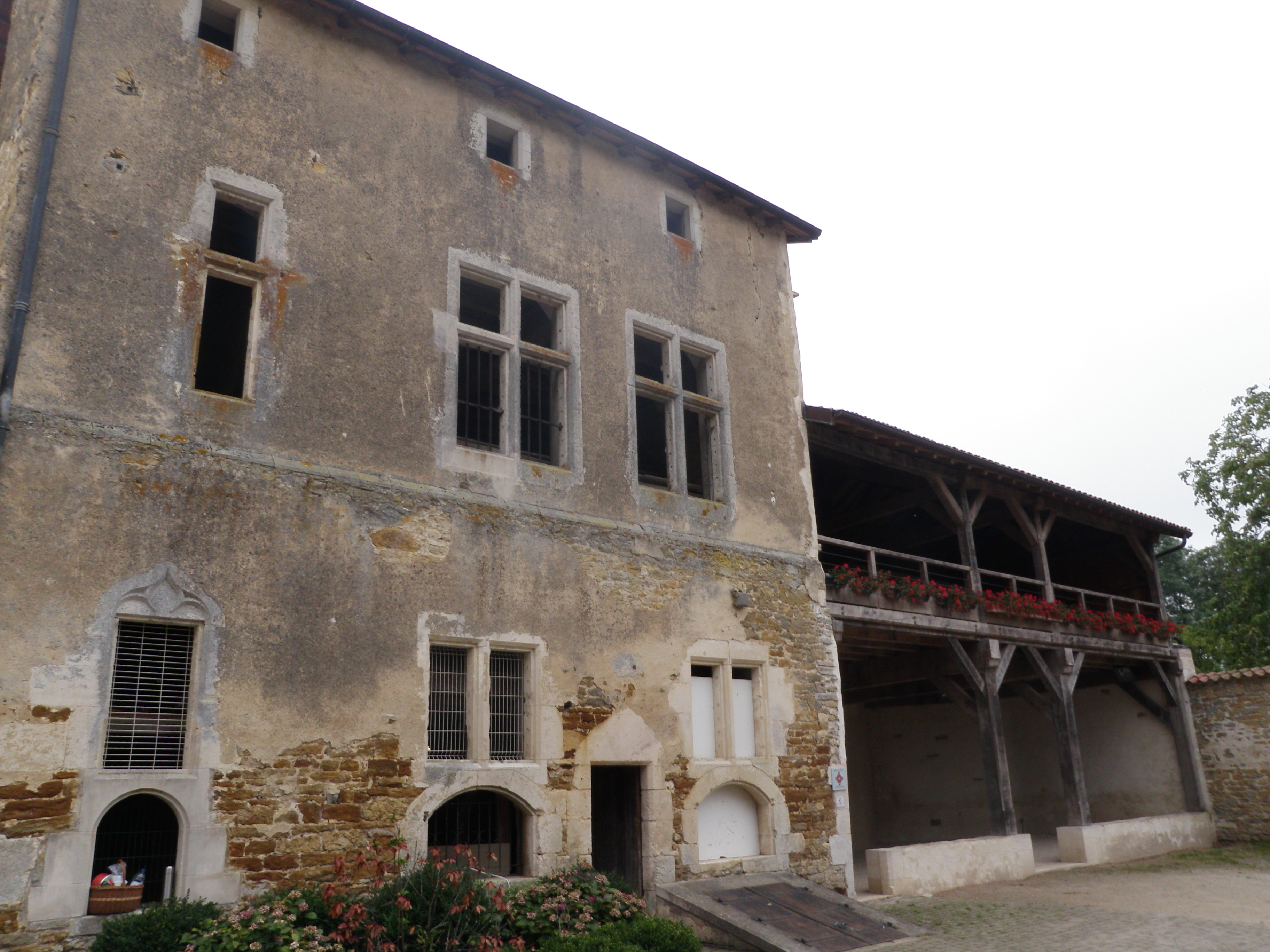
Château.
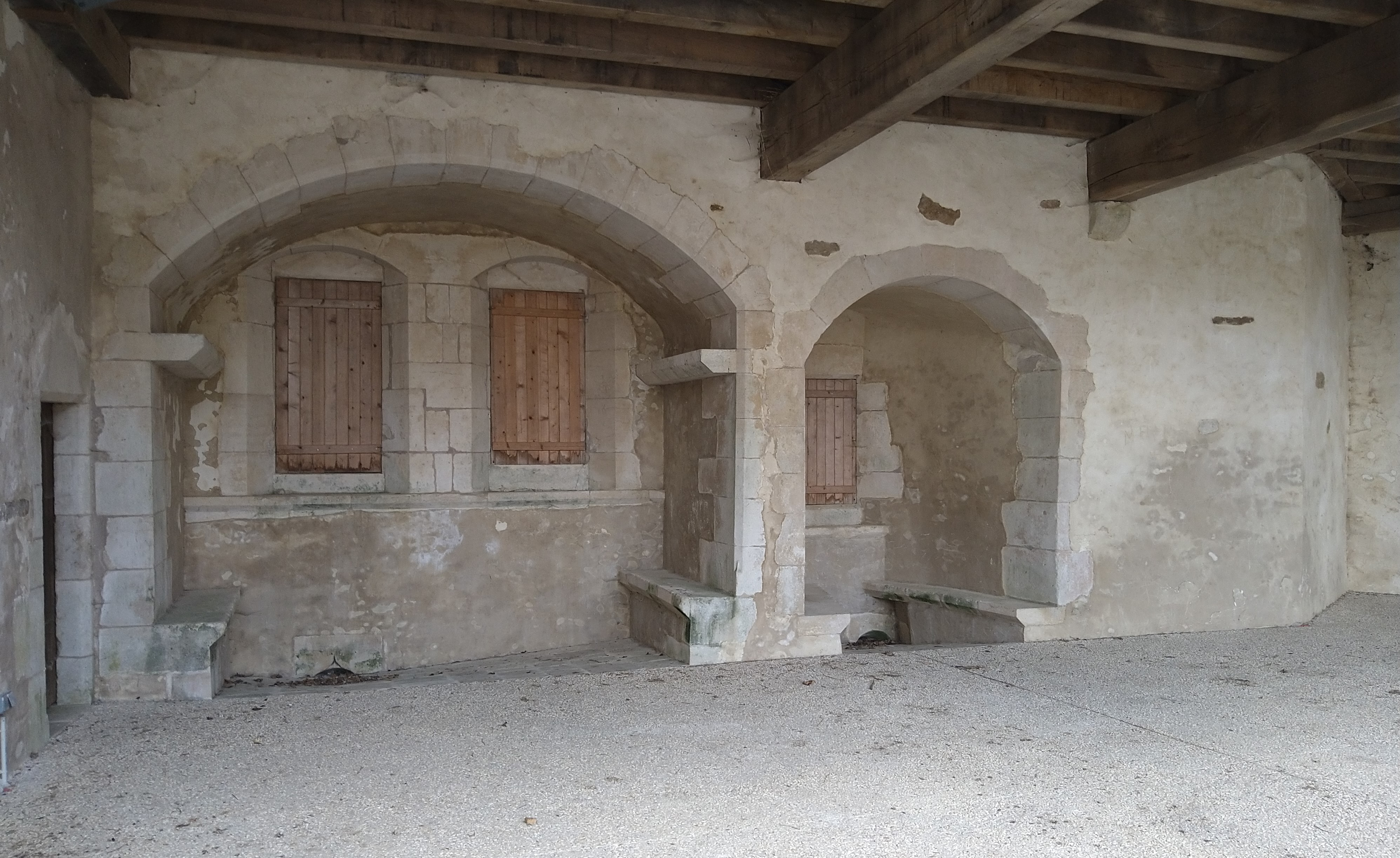
Château (préau).
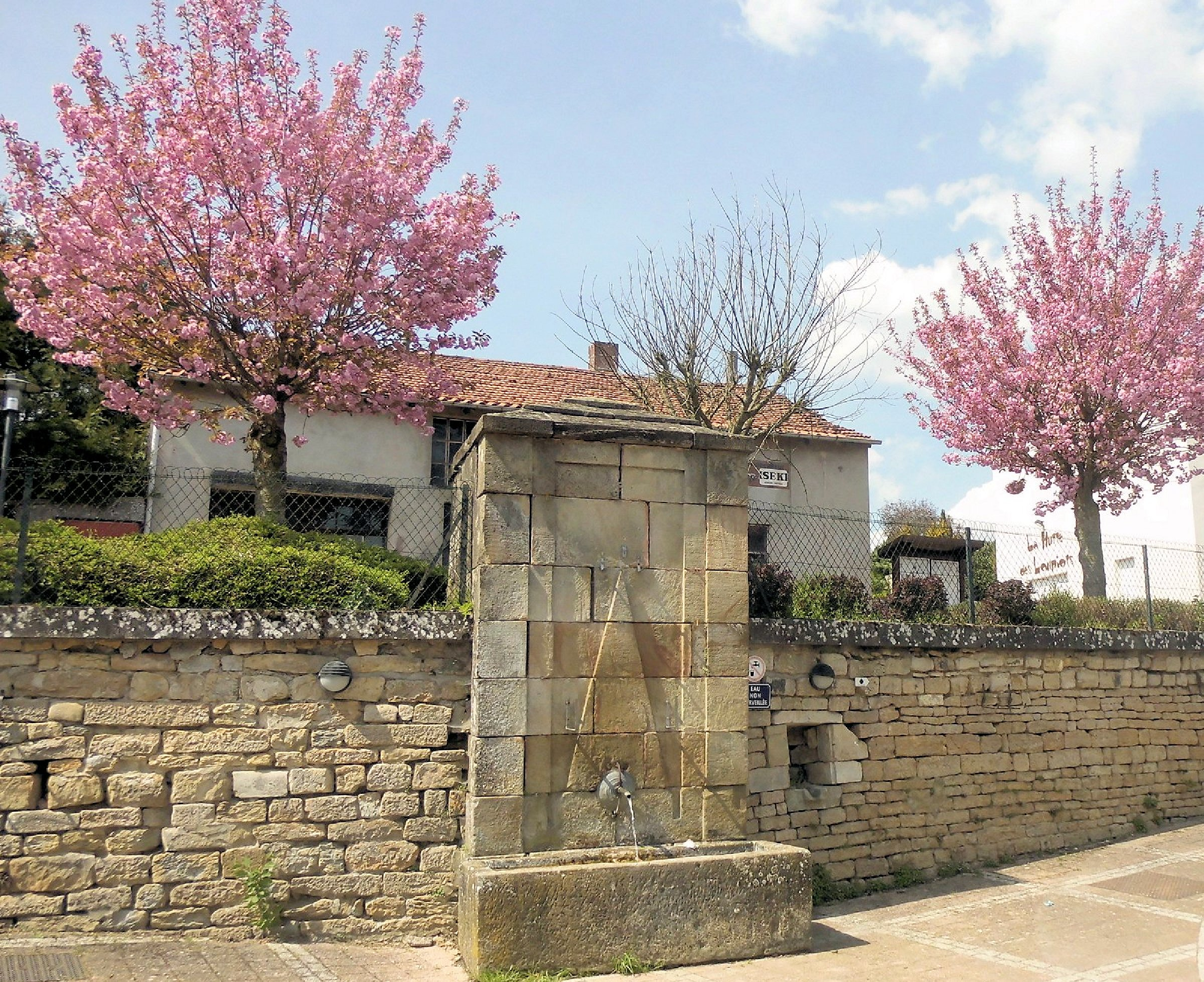
La fontaine du Rue du Rouillon.
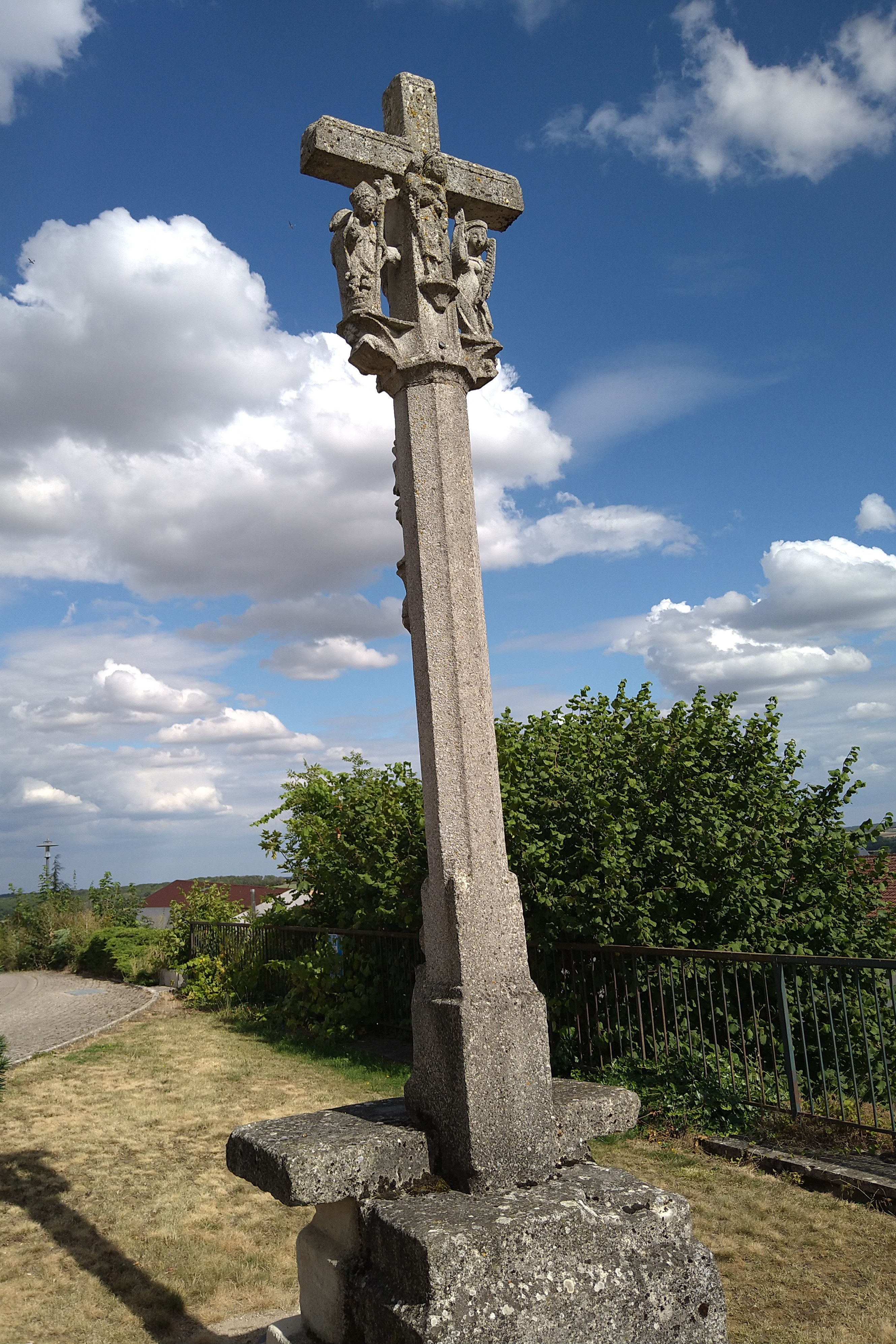
Croix de chemin - la vierge (verso).

- Château du XVe et XVIe, en attente de restauration[22],[23] partiellement inscrit sur l'Inventaire supplémentaire des monuments historiques par arrêté du 14 avril 2004[24].
- Église Saint-Martin porte la marque de trois périodes[25] : le début du XVIe siècle pour le chœur et la chapelle funéraire d'Erard de Dommartin, le début du XVIIe siècle pour la chapelle au nord du chœur et la période de 1755 à 1757 pour la nef unique et le clocher.

La chapelle funéraire constitue un remarquable spécimen de l'art de la première Renaissance en Lorraine.
* Plaque funéraire d'Errard de Dommartin, bailli de Vosge, grand gruyer de Lorraine mort en 1520.
Le chœur avec son enfeu ainsi que la chapelle sont inscrits sur l'Inventaire supplémentaire des monuments historiques par arrêté du 14 avril 2004  (48° 20′ 10″ N, 5° 54′ 10″ E).
Statue Vierge à l'Enfant.
- Croix de chemin édifiée au cours des XVIe et XVIIe siècles classée au titre des monuments historique par arrêté du 3 juin 1908[29], avec au revers  une Vierge à l'enfant de 1611[30].
- Patrimoine rural recensé par le service régional de l'Inventaire général du patrimoine culturel[31].
- Monument aux morts[32],[33].

## Population et société

### Démographie

#### Évolution démographique
L'évolution du nombre d'habitants est connue à travers les recensements de la population effectués dans la commune depuis 1793. Pour les communes de moins de 10 000 habitants, une enquête de recensement portant sur toute la population est réalisée tous les cinq ans, les populations de référence des années intermédiaires étant quant à elles estimées par interpolation ou extrapolation. Pour la commune, le premier recensement exhaustif entrant dans le cadre du nouveau dispositif a été réalisé en 2004.

En 2022, la commune comptait 292 habitants, en évolution de −7,01 % par rapport à 2016 (Vosges : −2,96 %, France hors Mayotte : +2,11 %).
| 1793 | 1800 | 1806 | 1821 | 1831 | 1836 | 1841 | 1846 | 1856 |
| ---- | ---- | ---- | ---- | ---- | ---- | ---- | ---- | ---- |
| 491  | 496  | 525  | 497  | 533  | 508  | 491  | 471  | 437  |

| 1861 | 1866 | 1876 | 1881 | 1886 | 1891 | 1896 | 1901 | 1906 |
| ---- | ---- | ---- | ---- | ---- | ---- | ---- | ---- | ---- |
| 454  | 436  | 390  | 361  | 349  | 341  | 341  | 323  | 307  |

| 1911 | 1921 | 1926 | 1931 | 1936 | 1946 | 1954 | 1962 | 1968 |
| ---- | ---- | ---- | ---- | ---- | ---- | ---- | ---- | ---- |
| 274  | 231  | 230  | 222  | 225  | 219  | 213  | 231  | 258  |

| 1975 | 1982 | 1990 | 1999 | 2004 | 2006 | 2009 | 2014 | 2019 |
| ---- | ---- | ---- | ---- | ---- | ---- | ---- | ---- | ---- |
| 261  | 284  | 293  | 281  | 309  | 327  | 323  | 318  | 294  |

| 2022 | - | - | - | - | - | - | - | - |
| ---- | - | - | - | - | - | - | - | - |
| 292  | - | - | - | - | - | - | - | - |

### Enseignement
Établissements d'enseignements :
- Écoles maternelles et primaires à Rainville, Gironcourt-sur-Vraine, Pleuvezain, Houécourt, La Neuveville-sous-Châtenois.
- Collèges à Châtenois, Mandres-sur-Vair, Vittel, Neufchâteau.
- Lycées à Mandres-sur-Vair, Neufchâteau, Mirecourt.

### Santé
Professionnels et établissements de santé :
- Médecins à Gironcourt-sur-Vraine, Vicherey, Châtenois, Bulgnéville, Neufchâteau, Vittel.
- Pharmacies à Gironcourt-sur-Vraine, Vicherey, Châtenois, Bulgnéville, Neufchâteau, Vittel.
- Hôpitaux à Neufchâteau, Vittel, Mirecourt, Mattaincourt, Charmes, Ville-sur-Illon.

### Cultes
- Culte catholique, Paroisse Saint-Jean-Baptiste-au-Pays-de-Châtenois[39], Diocèse de Saint-Dié.

## Politique et administration

### Budget et fiscalité 2023

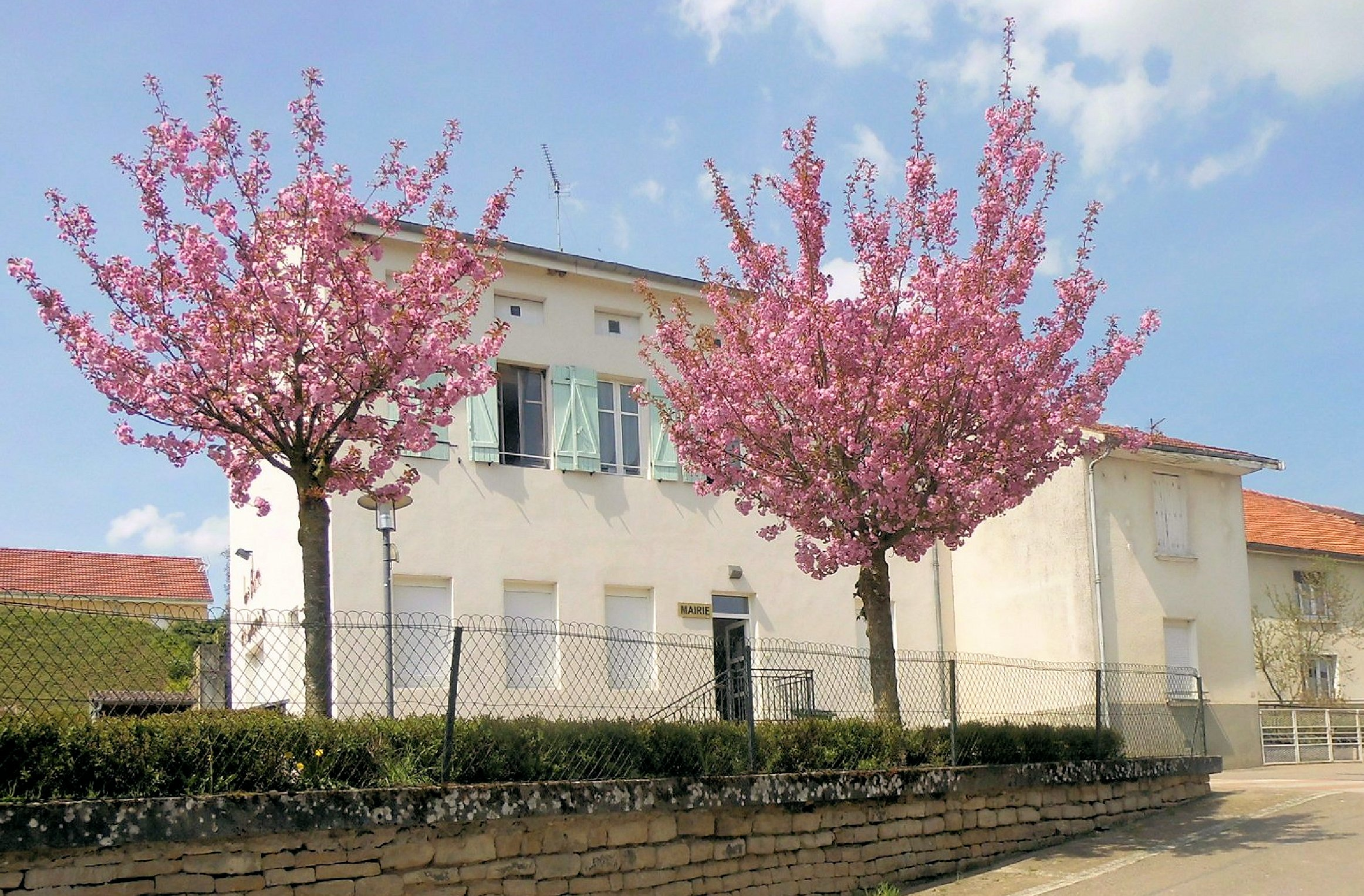
La mairie.

En 2023, le budget de la commune était constitué ainsi :
- total des produits de fonctionnement : 295 000 €, soit 979 € par habitant ;
- total des charges de fonctionnement : 193 000 €, soit 643 € par habitant ;
- total des ressources d'investissement : 98 000 €, soit 325 € par habitant ;
- total des emplois d'investissement : 118 000 €, soit 392 € par habitant ;
- endettement : 98 000 €, soit 327 € par habitant.

Avec les taux de fiscalité suivants :
- taxe d'habitation : 23,10 % ;
- taxe foncière sur les propriétés bâties : 40,15 % ;
- taxe foncière sur les propriétés non bâties : 28,61 % ;
- taxe additionnelle à la taxe foncière sur les propriétés non bâties : 0,00 % ;
- cotisation foncière des entreprises : 0,00 %.

Chiffres clés Revenus et pauvreté des ménages en 2021 : médiane en 2021 du revenu disponible, par unité de consommation : 21 190 €.

### Liste des maires
| Période    | Période    | Identité        | Étiquette | Qualité     |
| ---------- | ---------- | --------------- | --------- | ----------- |
| mars 2001  | avril 2014 | Robert Leclerc  |           |             |
| avril 2014 | En cours   | Jean-Marie Marc |           | Agriculteur |

Equipe municipale de 2014 à 2020, Jean Marie Marc est élu maire pour la 1ère fois et sera accompagné par Favey Pascal, Francois Frédéric, Jeremus Laurence, Leclerc Robert, Maginel Danielle, Marande Noelle, Pierron Carole, Rol Francois et Thiebaut Guy. Robert Leclerc démissionne à la suite de sa non-réélection.
Elus municipaux actuels (2020-2026). A Dommartin sur Vraine le conseil municipal est composé de 11 membres à savoir le maire Jean-Marie Marc ainsi que Combeau phillipe, Francois Frédéric, Maginel Florian, Maginel Océane, Marande Noelle, Parisot Ghislain, Pieron Thierry, Richard Romain, Rol Francois et Thiebaut Guy. L'équipe municipale est donc composée de 2 femmes et 9 hommes, la moyenne d'âge est de 53 ans.

## Économie

### Entreprises et commerces

#### Commerces
- Commerces et services de proximité[43].

## Personnalités liées à la commune
- Jean-Henri Tugnot de Lanoye (1744-1804), général des armées de la République y est né[44].
- Médaillés de Sainte-Hélène[45].

## Pour approfondir